# Opel Campo

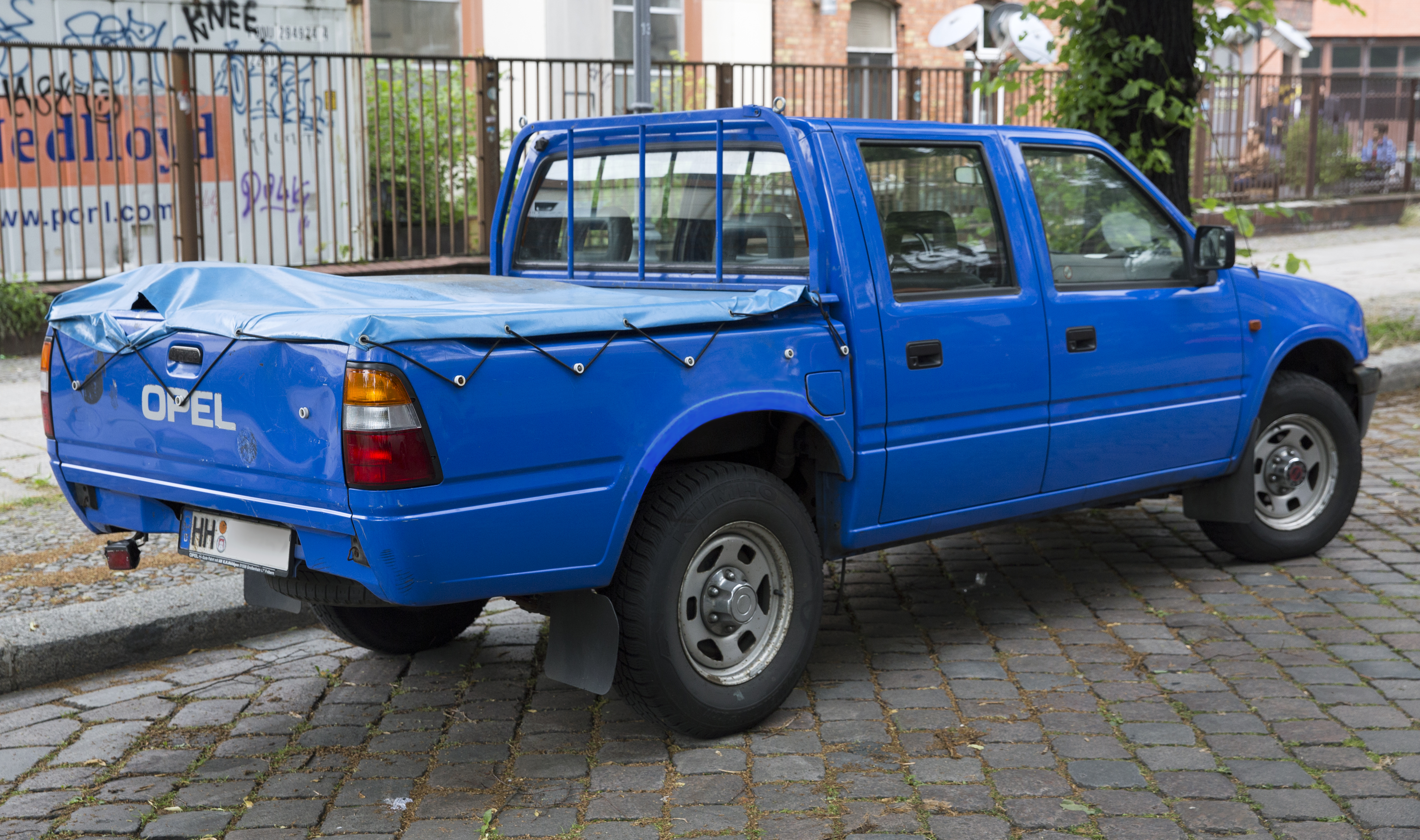
Opel Campo 4x4 Crew Cab, faceliftmodellen

Opel Campo var en pickuplastbil från Opel som tillverkades 1988–2003. Lastbilen, en Isuzu Campo med Opel-emblem fanns i olika utföranden:
- med två dörrar och två säten
- med två dörrar, två säten och två nödsäten inte lämpliga för långa färder och
- med fyra dörrar och fyra riktiga sittplatser. (Nedre delen av sittbänken var den samma som Opel Omega hade på den tiden.)

Dessutom kunde bilen fås med eller utan fyrhjulsdrift. Opel Frontera var en terrängbil som är tekniskt sett en kortare Campo med slutet lastflak som såldes även som Isuzu Amigo Frontera var egentligen en Isuzu Trooper. Campo fick en lätt ansiktslyftning 1997 och fortsatte byggas tills 2001.